# Cultigène
Un cultigène est une espèce cultivée de plante qui a été délibérément altérée ou sélectionnée par l'homme ; c'est le résultat d'une culture sélective des plantes. Ces espèces « fabriquées » par l'homme ou anthropogéniques sont, en majorité, les plantes du commerce qui sont utilisées en horticulture, agriculture et sylviculture.

## Définition officielle
Un cultigène est une plante dont l'origine ou la sélection est principalement due à une activité humaine intentionnelle. En effet d'un point de vue évolutif, l'idée d'espèce ou de sous-espèce est en effet liée à l'idée de sélection naturelle, et non de sélection artificielle, d'où la nécessité de l'emploi du terme cultigène. (C'est à rapprocher de la désignation « forma » pour les animaux).

## Origine du terme

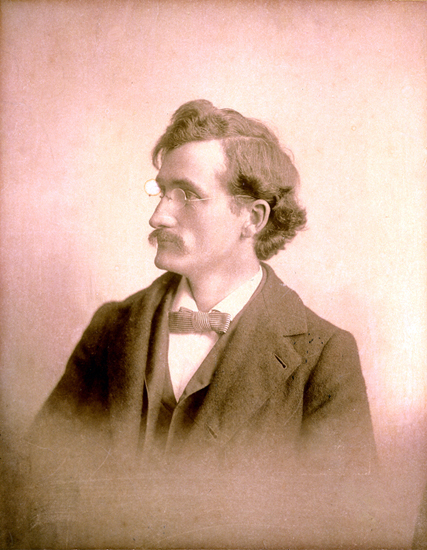
Liberty Hyde Bailey (1858-1954) qui forgea le terme cultigen en 1918.

Le terme « cultigène » vient de l'anglais cultigen forgé en 1918 par Liberty Hyde Bailey (1858-1954), horticulteur et botaniste américain, cofondateur de l'American Society for Horticultural Science. Il prit conscience du besoin de catégories spéciales pour les plantes cultivées qui étaient apparues par le fait d'une activité humaine intentionnelle et qui ne cadraient pas nettement avec les rangs de la classification linnéenne hiérarchique en vigueur dans le Code international de nomenclature botanique. 
Dans son article de 1918, Bailey nota que pour quiconque préparant un rapport descriptif sur les plantes cultivées d'un pays (il préparait à cette époque un tel travail pour l'Amérique du Nord), il était clair qu'il y avait deux types de plantes. Premièrement, celles dont l'origine est connue ou natives d'un "habitat connu". Elles sont référencées comme indigènes. L'autre type était :

« ... un groupe domestiqué dont l'origine peut être inconnue ou indéfinie, qui présente des caractères qui le sépare des indigènes connues et qui n'est probablement pas représenté par un spécimen type ou une description exacte, n'ayant par conséquent pas d'indication taxonomique claire. »

Il appela ce second type de plante un cultigène.
En 1923 Bailey étendit sa discussion originelle en mettant l'accent sur le fait qu'il traitait de plantes au rang d'espèce et désignait les indigènes comme « celles qui sont découvertes dans la nature » et les cultigènes comme les  plantes qui « apparaissent d'une certaine manière sous la main de l'homme » Il définit ensuite un cultigène comme « ... une espèce, ou son équivalent, qui est apparu par la domestication ... ».

## Cultigène et cultivar
Un cultigène est une espèce cultivée dont il n'existe pas d'homologue sauvage ou non cultivé. Un cultivar est une variété cultivée qui a évolué par rapport aux populations sauvages par culture sélective, ou naturellement (écotype).

## Origine des cultigènes
Plusieurs phénomènes et pratiques agronomiques peuvent concourir à l'apparition de cultigènes :
- Phénomène de dérive génétique par une sélection drastique. Des allèles rares dans la souche sauvage deviennent fréquents dans la souche cultivée
- Mutations génétiques, apparition de nouveaux allèles ou modification de la ploïdie. Parfois provoqué par la mutagénèse.
- Hybridation : l'hybridation fait apparaitre des phénotypes inédits (cf Lois de Mendel). L’hybridation peut créer une nouvelle ploïdie (hybride triploïde issu d'un parent diploïde et d'un parent tétraploïde), ou bien un nouveau nombre chromosomique si les parents n'ont pas le même nombre de chromosomes.
- Transgénèse

## Étymologie
Étymologie : culti(vated) ou culti(cultigen)  +  gen (gens latin - type)

### Exemples de cultigènes
Triticum (blés) : cultigènes issu de l'Égilope par modification de la ploïdie
Triticale : hybride entre le blé et le seigle.
Forsythia ×intermedia
Platanus ×acerifolia